# Malasaurus
Malasaurus germanus
Genre
Espèce
Malasaurus est un genre fossile de thérocéphales Therapsides du Permien supérieur. 
L'unique espèce fossile du genre est Malasaurus germanus. 

## Classification
Le genre Malasaurus et l'espèce Malasaurus germanus sont décrits en 2002 par le paléontologue russo-soviétique Leonid Petrovitch Tatarinov (1926-2011),,.

### Fossiles
Selon Paleobiology Database en 2023, une seule collection de fossiles du genre Malasaurus est référencée. Cette collection vient du Vyatkien du Lopingien du Permien supérieur, soit de 259 à 252,3 Ma avant notre ère, et de la localité de Purly en Russie.

### Espèce unique
L'unique espèce est Malasaurus germanus,.

## Description
Le genre Malasaurus vivait dans le sud-est de la Finlande[réf. nécessaire] et le nord-ouest de la Russie.

### Publication originale
- [2002] (en) Leonid Petrovitch Tatarinov, « Gomphodont cynodonts (Reptilia, Theriodontia) from the Middle Triassic of Orenburg Region », Paleontological Journal, vol. 36, no 3,‎ 2002, p. 176–179.